# 大森パーキングエリア

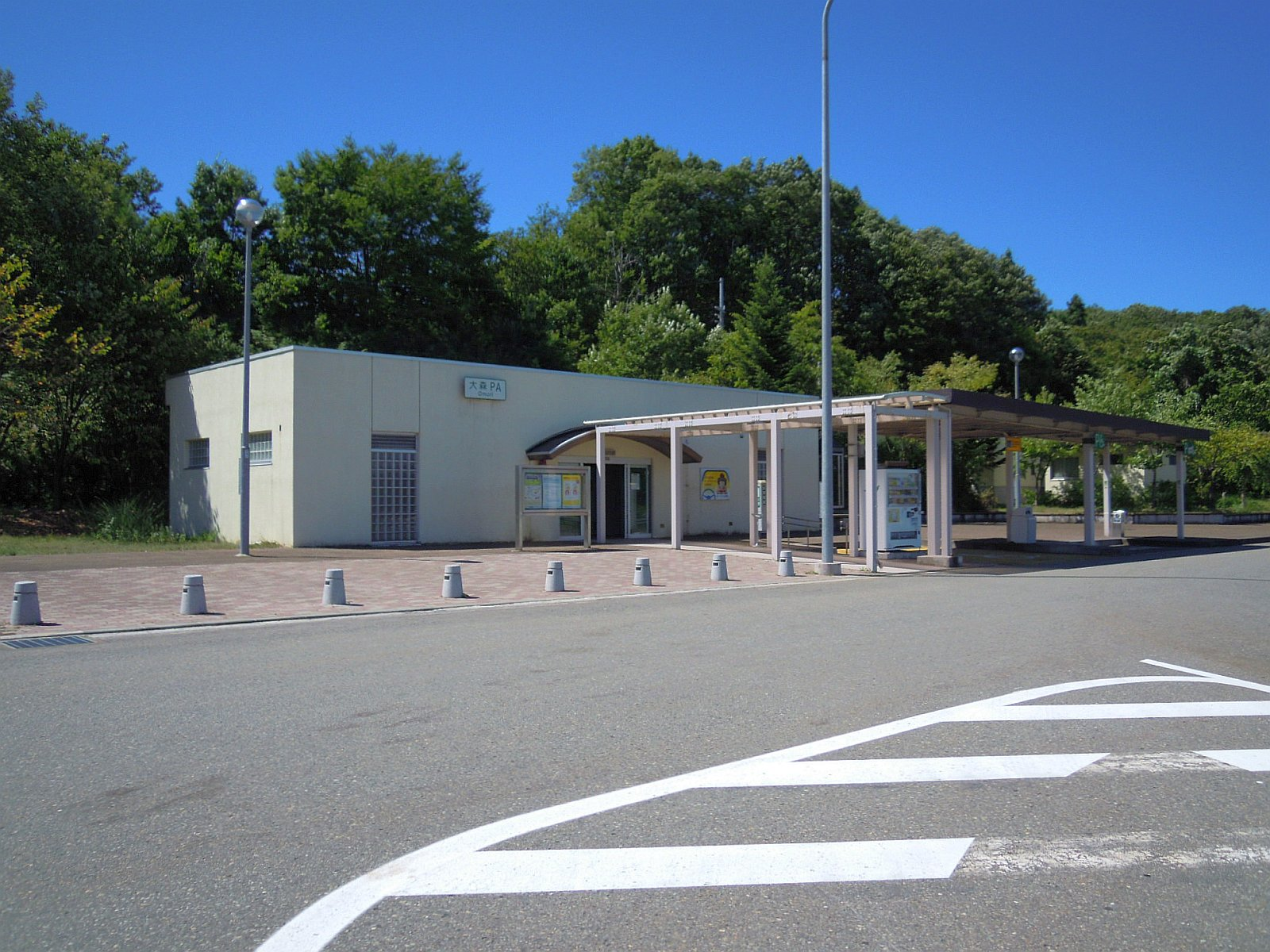
下り線施設

大森パーキングエリア（おおもりパーキングエリア）は、秋田県横手市大森町にある秋田自動車道のパーキングエリア。
全国花火競技大会会場の最寄となる大曲ICから、横手側3kmほどの地点にある。

## 道路
- E46 秋田自動車道

## 施設

### 上り線（北上方面）
- 駐車場
  - 小型：16台
  - 大型：14台
- トイレ
  - 男性 大2（和式1・洋式1）・小5
  - 女性 7（和式1・洋式6）
    - 同伴の男児用 1

  - 車椅子用 1
- 自動販売機
- 交通情報ターミナル

### 下り線（秋田方面）
- 駐車場
  - 小型：16台
  - 大型：14台
- トイレ
  - 男性 大2（和式1・洋式1）・小5
  - 女性 7（和式1・洋式6）
    - 同伴の男児用 1

  - 車椅子用 1
- 自動販売機

## 隣
E46 秋田自動車道
(3)横手IC - (3-1)横手北SIC - 大森PA - (4)大曲IC